# Reiterdenkmal Friedrichs des Großen (Beuthen)

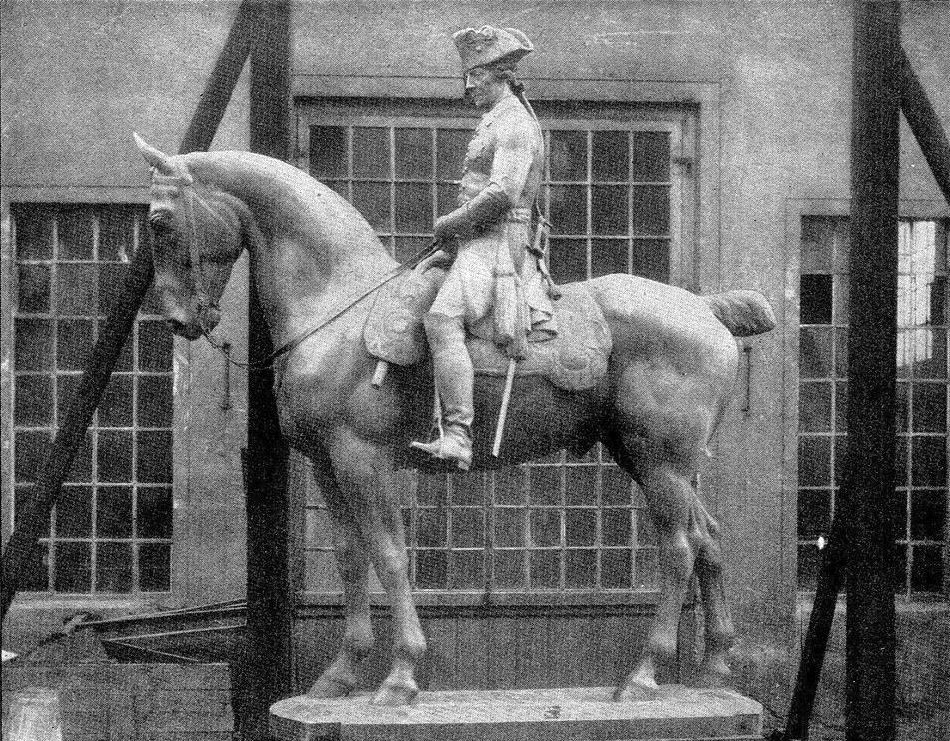
Aufnahme des Denkmals noch vor der Aufstellung, um 1910

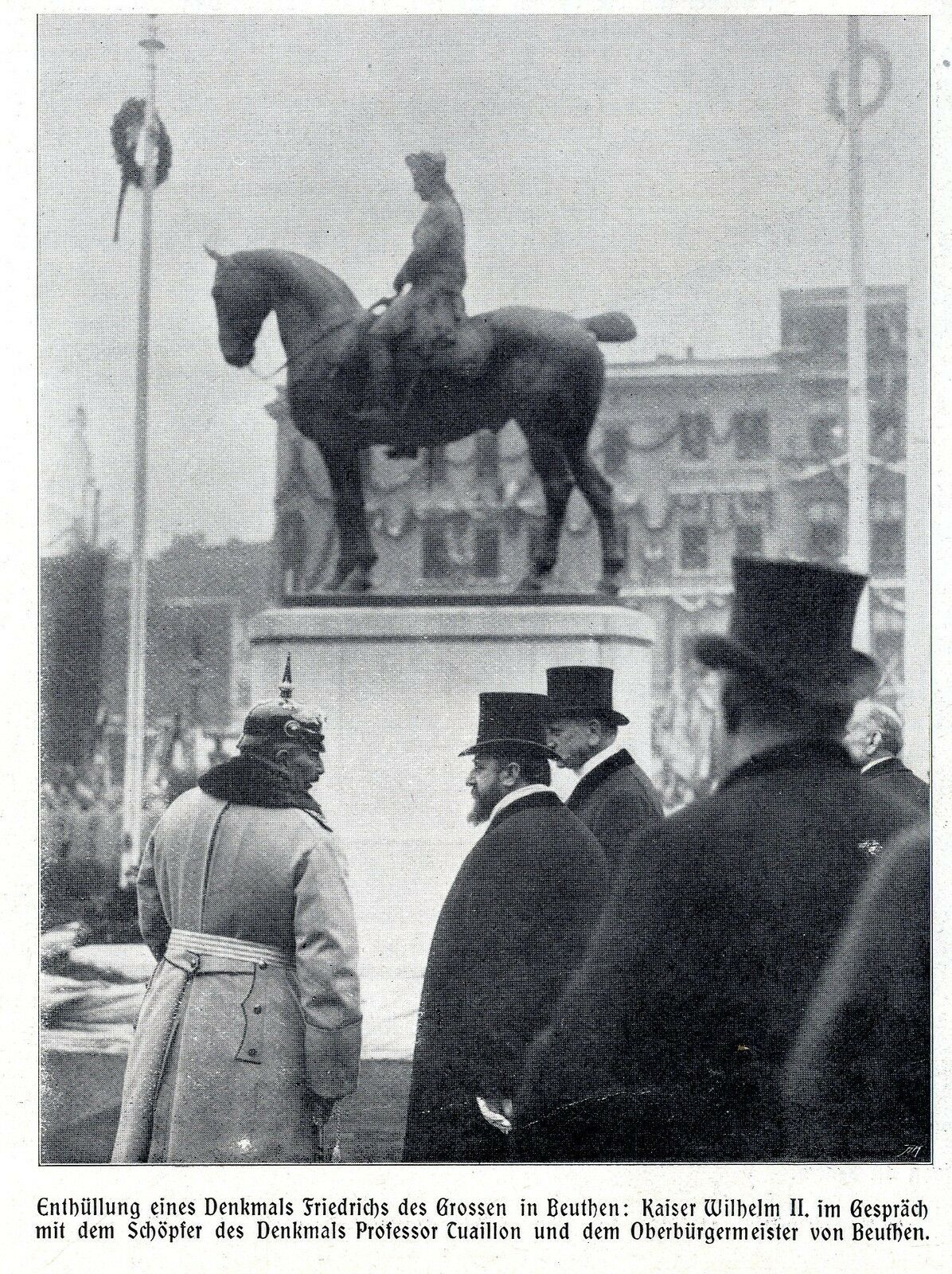
Enthüllung des Denkmals für Friedrich den Großen in Beuthen, 1910

Das Reiterdenkmal Friedrichs des Großen in Beuthen (seit 1945 Bytom) am Kaiserplatz erinnerte an den preußischen König Friedrich II. Errichtet im Jahr 1910 vom Berliner Bildhauer Louis Tuaillon im Stil des Neoklassizismus, wurde das Reiterstandbild 1945 durch die Rote Armee gesprengt.

## Geschichte
Die Errichtung eines Reiterstandbilds für Friedrich II. in Beuthen stand im Zusammenhang mit der Bedeutung, die der König als Oberbefehlshaber in der Eroberung Schlesiens hatte. So war die Stadt Beuthen erst 1742 infolge der Schlesischen Kriege ein Teil Preußens geworden.
Der Berliner Bildhauer Louis Tuaillon begann 1907 mit der Ausführung des Denkmals. Er hatte bereits weitere Reiterstandbilder entworfen, darunter die Amazone zu Pferde in Berlin oder das Kaiser-Friedrich-Denkmal in Bremen. Den Bronzeguss führte der renommierte Bildgießerei Hermann Noack in Berlin aus. Die Finanzierung übernahm zur Hälfte die Stadt und zur anderen der Beuthener Unternehmer Ignatz Hakuba, der kurz vor Errichtung des Denkmals verstarb. Am 26. November 1910 wurde das Reiterdenkmal in Anwesenheit Kaiser Wilhelms II. und des Oberbürgermeisters von Beuthen Georg Brüning am ehemaligen Kaiserplatz, neben der Oberrealschule enthüllt. Die Platzgestaltung um das Denkmal wurde in den folgenden Jahrzehnten mehrfach verändert. Ab etwa 1912 wurden verkleinerte Repliken des Denkmals als Statuetten zum Kauf angeboten. Weitere Reiterstandbilder Friedrichs II. standen in Berlin und Breslau.
Das Denkmal wurde 1945 nach dem Einmarsch der Roten Armee in Beuthen gesprengt und zerstört. Der Sockel stand noch bis etwa 1960 an seinem Platz und wurde dann entfernt.

## Beschreibung
Die überlebensgroße Bronzeskulptur erhob sich auf einem hellen Sockel mit zwei Stufen. Das Denkmal zeigte Friedrich II. in Uniform mit Dreispitz auf seinem Leibreitpferd Condé mit kupiertem Schweif. In seiner linken Hand hielt er die Zügel, während sich die rechte Hand in die Hüfte stützte.
Anders als bei den einige Jahrzehnte zuvor in Berlin und Breslau entstandenen Reiterstandbildern Friedrichs zeigte Louis Tuaillon den Reiter und das Pferd in statischer Haltung im Sinne einer neoklassizistischen Strenge. In der Betrachtung des Seitenprofils ergab sich eine stilisierte Darstellung.